# Lillö slot
Lillö Slott (dansk: Lillø) var en borg i Gers Herred i det østlige Skåne.
Borgen lå på holmen Blackan i Helgeåen ved Kristianstad. Den omtales første gang 1343 og var knyttet til slægterne Thott og Trolle. Søhelten Herluf Trolle blev født her omkring 1515.
Da svenskerne under Gustaf 2. Adolf hærgede i Skåne, forsøgte de forgæves at indtage slottet. Først i 1658, under Karl Gustav-krigene, indtog de borgen. Slottet blev brændt ned og er i dag en ruin.